# Dżumgałbek Amanbajew
Dżumgałbek Beksułtanowicz Amanbajew (ros. Джумгалбе́к Бексулта́нович Аманба́ев, ur. 2 lutego 1946 w obwodzie naryńskim, zm. 11 lutego 2005) – radziecki i kirgiski polityk, I sekretarz KC Komunistycznej Partii Kirgistanu w 1991, członek Biura Politycznego KC KPZR w 1991.
W 1966 skończył Kirgiski Instytut Rolniczy, od 1985 kandydat nauk biologicznych (zootechnik). Pracownik wydziału rolnego obwodowego komitetu partii komunistycznej w Osz, 1981–1985 sekretarz komitetu obwodowego w tym mieście, 1985–1988 sekretarz KC Komunistycznej Partii Kirgistanu. Od 6 kwietnia do 26 sierpnia 1991 I sekretarz KC tej partii, od 25 kwietnia do 23 sierpnia 1991 członek Biura Politycznego KC KPZR. 1989-1991 deputowany do Rady Najwyższej ZSRR. 1993-1995 wicepremier Kirgistanu.
Odznaczony Orderem Czerwonego Sztandaru Pracy, Orderem „Znak Honoru” i uhonorowany tytułem Zasłużonego Zootechnika Kirgistanu.